# ФК НАК Бреда
НАК Бреда (хол. NAC Breda), често називан само као НАК, је професионални фудбалски клуб из Бреде у Холандији и тренутно се такмичи у Ередивизији, а током претходне сезоне је заузео 13. место. Своје мечеве игра на стадиону Рат Верлег који може да прими 19.000 гледалаца. Као домаћин игра у жуто-црним дресовима, док као гост игра у црно-сивим.
НАЦ Бреда је основана 12. септембра 1912. када су се два клуба АДВЕНДО (хол. Aangenaam Door Vermaak En Nuttig Door Ontspanning, што би у преводу на наш језик значило Никада не одустај, увек истрај) и НОАД (хол. Nooit Ophouden Altijd Doorgaan, што би у преводу на наш језик значило Пријатан за забаву и користан за опуштање) фузионисали у један клуб. Слово C, у имену НАЦ Бреде, означава комбинацију. Тако да је пуно име фудбалског клуба НАЦ Бреда јединствено, а уједно и најдуже име једног фудбалског клуба на свету и гласи Nooit Ophouden Altijd Doorgaan, Aangenaam Door Vermaak En Nuttig Door Ontspanning, Combinatie Breda. У првом делу 2003. године, НАЦ је своме имену додао и наставак Бреда, по граду у којем се клуб налази, због тога што су градски челници откупили стадион Рат Верлег, да би помогли клубу који се тада налазио у незавидној финансијској ситуацији. На крају сезоне 2009/10. , иако су клупски челници тврдили супротно, НАЦ Бреда имала је дуг од 3,2 милиона евра. Криза је довела до тога да поједини челници клуба поднесу оставку, а на крају ће се испоставити да је НАЦ Бреда имала дуг од 7.1 милион евра.
У сезони 2007/08. клуб је заузео 3. место у првенству, а 2008/09. квалификовали су се за друго коло Лиге Европе, да би у четвртом колу били избачени од стране Виљареала.

## Историја

### Оснивање
НАЦ Бреда је основана 19. септембра 1912. године када су се два клуба АДВЕНДО (хол. Aangenaam Door Vermaak En Nuttig Door Ontspanning ) и НОАД (хол. Nooit Ophouden Altijd Doorgaan ) фузионисали у један клуб. Током седнице када је клуб требало да се оснује дошло је до мање тензије, јер је НОАД хтео да се нови клуб и даље зове НОАД (НОАД и АДВЕНДО). АДВЕНДО није хтео да прихвати ово решење. Ипак, Франс Конер је предложио да се клуб назове НАЦ (Noad Advendo Combinatie) што је било обострано прихваћено. Фудбалска асоцијација Холандије првобитно није хтела да дозволи НАЦ-у да игра професионалан фудбал, али му је 28. октобра 1912. дозволила да игра у 2. јужној дивизији.

### Златне године НАЦ-а
Прве године након оснивања клуба нису биле тако берићетне за НАЦ, али након што су се преселили на нови стадион, Плогеске, резултати су се побољшали. НАЦ је постао један од главних тимова у јужној дивизији. 1919. године, освојили су ово такмичење и било им је дозвољено да се такмиче у Холандском купу победника (такмичење у којем су играли победници свих дивизија, и борили се за титулу првака Холандије, претеча данашње Ередивизије), али је заузео последње место у овом такмичењу. 1920. године, НАЦ је био један од првих клубова који су играли интернационалне мечеве, а одиграли су и један пријатељски меч против Реал Мадрида. НАЦ је у овом мечу победио Реал Мадрид резултатом 0-4, а шпански новинари су назвали тим из Бреде мајсторима фудбала. 1921. године НАЦ је постао шампион Холандије, што је један она највећих успеха овог клуба. НАЦ је тада победио Ајакс, Би Квик 1887 и Го Ахед. НАЦ је наставио са сјајним партијама током двадесетих и тридесетих година 20. века, и тада је био сматран за један од најбољих клубова Холадније. У овом периоду, освојили су шест титула у јужној дивизији.
НАЦ је због великих успеха одлучио да ангажује професионалног тренера, Енглеза Бена Афлека, а пар месеци касније њега је наследио Џејмс Мор. Када је Џејмс Мор дао оставку, НАЦ је основао комитет који је бирао 11 најбољих играча да играју мечеве. 1931. Антон Верлег се повукао из фудбала, а он је данас веома поштован, јер је играо за НАЦ још од његовог оснивања. Исте године, НАЦ је имао спор са градом, јер је место где је стадион изграђен био предвиђен за градњу кућа и станова, тако да је НАЦ морао да се повуче са овог стадиона. Пошто у граду није више било стадиона, НАЦ је морао да се пресели у град Принсенхаг. За два месеца изграђен је стадион капацитета 5.500 људи и НАЦ се одселио из Бреде. 1935. године НАЦ је био први клуб који је путовао на неко гостовање авионом у Холандији, а то је било гостовање ГВАВ-у, претходнику данашњег Гронингена.
1939. године, град Бреда и НАЦ су започели преговоре о повратку НАЦ-а у Бреду. Град је доделио НАЦ-у земљиште за изградњу стадиона, па се 1940. године, НАЦ поново вратио у Бреду. Пошто је у то доба беснео Други светски рат, НАЦ је одлучио да игра важну улогу у животу грађана Бреде. Наиме, НАЦ је организовао бројна спортска дешавања, представе, вашаре и сл. да би одвратио пажњу становника од рата. НАЦ је наставио да игра фудбал и у то доба, иако је пар играча било отуђено од стране Немаца. У време рата Кес Ривс је први пут заиграо за НАЦ.

### Време изазова
Након Другог светског рата НАЦ је играо на највишем нивоу. 1949. њихов председник Ц. Ј. Аселберг је преминуо. Аселберг је био један од људи који је био у НАЦ-у од његовог настанка. 1954. године, професионални фудбал је представљен у Холандији и организована су нова такмичења. НАЦ је учествовао у Првој А Лиги и постао шампион исте 1955. У борби са осталим победницима лига, завршили су као други, иза клуба Виљем Други Тимбург.
14. марта 1960. Бреду је задесила невиђена трагедија, пошто је преминуо Антон Верлег. Верлег, који је био једна од кључних фигура НАЦ-а и холандског фудбала уопште је погинуо у саобраћајној несрећи 12. марта исте године. Антон је био у клубу од њеног постанка, а уједно је био и члан Холандског фудбалског савеза. 1961. година је донела нови шок за НАЦ, пошто је преминуо још један члан клуба Жак Пједерје, а само годину дана касније је преминуо и Ле Февр. Није све било сјајно у НАЦ-у шездесетих, јер су 1964/65. године, по први пут у својој историји морали у нижи ранг такмичења.
Све је то довело до потпуне реконструкције у клубу. Цело особље клуба се повукло и циљ је био да се НАЦ врати на пут старе славе за само годину дана. И успело је, пошто се клуб вратио у виши ранг, а играо је и финале холандског купа где је изгубио од Ајакса. Иако је изгубио, квалификовао се за европска такмичења, конкретно УЕФА Куп. Дошао је до друге рунде такмичења након што је избацио Фиорентину, али је у другом колу избачен од Кардиф Ситија. Иако су наредних година били у највишем рангу такмичења, стално су се борили за опстанак. 31. маја 1973. десио се можда и највећи моменат у клупској историји, пошто је у финалу холандског купа НАЦ победио НЕЦ из Најмегена пред 25.000 људи у Бреди са 0-2. НАЦ се поново квалификовао за УЕФА куп победника купова, али су избачени већ на првом кораку од каснијих победника Магдебурга.

### РођењеВечерњег НАЦ-а
Године 1975. клуб је одлучио да мечеве код куће игра суботом увече. У овом периоду група навијача се фузионисала. НАЦ је постао популарнији и међу најмлађима. Та подршка се и дан-данас у Холандији зове као Авондје НАЦ, што значи у преводу на наш језик Вечерњи НАЦ. То представља микс бургундске забаве, пива, фанатике који трају за време домаћинстава НАЦ-а. 6. октобра 1979. године, током меча са Фејенордом десио се невиђен инцидент када је линијски судија био погођен пикслом. Главни судија је одлучио да одложи меч, што је изазвало невероватне протесте. И дан-данас се у Холандији овај инцидент зове Пиксла инцидент. У осамдесетим, НАЦ је био враћен у нижи ранг два пута. Након друге елиминације, испоставило се да је финансијска ситуација у НАЦ-у катастрофална. НАЦ је умало банкротирао и морао је да прода скоро све да би постао. Борио се НАЦ и изборио се, па је крајем осамдесетих увек био у врху Друге лиге Холандије. 7. јуна 1989. године играч клуба Андре Кел је погинуо у авионској несрећи. Ово је био прави шок за клуб, јер је Кнел био један од најпопуларнијих играча клуба. Хиљаде навијача НАЦ-а и Спарте из Ротердама дошло је на Кнелов меморијал. Због овога створила се веза између ова два клуба, а Кнелу је подигнута спомен плоча.
НАЦ је након овог момента увек био близу повратка у елиту, али му је стално мало недостајало. 1992. коначно се вратио у Ередивизију. Први меч НАЦ је играо против Ден Боша у Ден Бошу пред чак 9.000 својих присталица. Као домаћин стадион је увек био дупке пун, а и на гостовањима није мањкала подршка НАЦ-у. Нпр. на гостовању Фејенорду, пратило их је 8.000 присталица. Због огромне популарности, НАЦ је морао да изгради нови стадион, а за то време за мало им је измакло учешће у УЕФА Купу, а стигли су и до полуфинала холандског купа.

### Нови стадион и наставак финансијских потешкоћа
Године 1996, НАЦ се преселио на ФУЏИФИЛМ стадион. Са овим пресељењем, НАЦ је ставио до знања да жели да игра УЕФА Куп сваке године. 1998. године Доминик Диру је преминуо од срчаног удара током меча резервних тимова НАЦ-а и АЗ Алкмара. НАЦ и његови нови играчи нису испунили очекивања и елиминисани су у Другу лигу Холандије 1999. Поново су на видело дошли финансијски проблеми. У 4 сезоне, НАЦ је купио 60 играча, а и градио је нови стадион, тако да је то премашило клупски буџет. Да би се клуб спасио, стадион су откупили инвеститори и Релан Олтман је постао професионални менаџер овог тима. Створено је и удружење навијача, прво у Холандији, које је имало саветодавну улогу, као и да брани интересе навијача и културу НАЦ-а. НАЦ и данас има једно место у клубу за председника удружења навијача.
2000. године НАЦ се вратио у Ередивизију. 2003. године се квалификовао и за УЕФА Куп, играо је против Њукасла. 4.300 навијача је отпутовало у Њукасл да би бодрило своје пулене. 2003. године, поново се дошло до информације да је НАЦ близу банкрота, те је град Бреда откупио стадион од клуба 30. јануара 2003. Због тога, НАЦ је променио име у НАЦ Бреду, у знак захвалности. После овога, председништво клуба је поднело оставку, а на чело су дошли Тио Момерс и Веће Клуба предвођено Виљемом ван дер Ховеном. 2006. године, стадион је променио име у Рат Верлег стадион.
Након дуго времена, деловало је да се финансијска ситуација у клбу смирила, а клуб је завршио као трећи у сезони 2007/08. 2009. квалификовали су се за УЕФА Лигу Европе, а у 4. колу су поражени од Виљареала, код куће са 1-3, а у гостима са 1-6. Иако је председништво клуба уверавало навијаче да је финансијска ситуација стабилна, испоставило се на крају сезоне 2009/10. да није тако. Откривено је да је клуб у минусу од 3,2 милиона евра, јер је новац потрошио на реконструкцију стадиона и куповину скупих играча. Виљем ван дер Ховен, Жак Вишерс и Бас Команс су се повукли, а на чело клуба је дошао Бас ван Хавел. 2010. Тио Момерс се повукао због здравствених разлога. Бернард Оуверкерк га је заменио у јуну 2010. , док је технички директор Ернест Стјуарт потписао уговор са АЗ Алкмаром, па га је заменио Жефри ван Ас. Маскант је путем медија упозоравао на стање у клубу. Због финансијске ситуације, НАЦ је смањио буџет, па Маскант није могао да купује нове играче. 21. августа 2010. Маскант је потписао двогодишњи уговор са Вислом из Кракова. Његови асистенти су постали прелазни менаџери у клубу. У јануару 2011. повукао се и Бернар Оуверкерк, а наследио га је Ед Буселар. НАЦ је у марту 2011. имао дуг од 7,2 милиона евра.

## Боје и обележја клуба

### Боје
Званичне боје клуба су жута, бела и црна. Ове боје су увек биле саставни део дреса кроз историју.
Прво, НАЦ-ов дрес се састојао од црне мајице са жутом дијагоналном линијом, белим шортсом и жуто-црним чарапама. 1916. године, НАЦ је то променио, те је сада све било бело. Оваква одевна комбинација се задржала све до шездесетих, када се НАЦ одлучио да замени белу мајицу жутом мајицом, а бели шортс црним. НАЦ је често мењао изглед гостујућег дреса. Само је било битно да и домаћи и гостујући дрес имају официјелне боје клуба. Касније је клуб одлучио да ће као домаћин играти у жутим мајицама са црном дијагоналном линијом, црном шортсу и белим чарапама са мало жуте. Као гост ће играти у белим мајицама са жутом дијагоналном линијом која је уоквирена црном бојом, белом шортсу и белим чарапама.

### Грб
Током свог постојања клуб је имао 4 различита грба. Када је клуб основан 1912. године, он је био црне боје у облику штита, са жутом дијагоналном линијом, и садржао је слова Н, А и Ц. Овај грб је замењен другим 1968. године. Не зна се због чега је промењен, а 1974. грб је замењен новим који је имао слова НАЦ у црној и жутој комбинацији. Највероватније је замењен због промене руководства клуба 1974. Ћерка једног од чланова клуба је дизајнирала трећи грб.
Четврти грб је дизајниран 1996. , када се НАЦ преселио на стадион Рат Верлег. Састојао се од два лава, три крста и слова НАЦ, све то у званичним бојама клуба. Два лава и три крста потичу од грба града Бреде. 2012. године, поново се вратио први грб, због прославе 100-годишњице клуба.
|  |  |